# Pierre Saby
Pour les articles homonymes, voir Saby.
Pas d'image ? Cliquez ici

a Compétitions nationales et continentales officielles uniquement.

Dernière mise à jour le 28 juillet 2022.
Pierre Saby, né le 11 août 1983 à Oullins, est un joueur français de rugby à XV qui évoluait au poste de talonneur.

## Palmarès
- Vainqueur des phases finales du championnat de France de Pro D2 : 2006